# نقص اورنیتین ترانس کاربامیلاز
نقص اورنیتین ترانس کاربامیلاز Ornitine transcarbamylase deficiency شایع‌ترین نقص چرخه اوره است.

## علائم بالینی

### زمان تولد
طبیعی.

### دوره نوزادی
در نوزاد پسر در عرض چند ساعت اول پس از تولد و معمولاً در عرض ۴۸ ساعت اول زندگی بروز می‌کند. نوزاد دچار خواب‌آلودگی، عدم شیرخوردن، ناله کردن، افزایش تعداد تنفس، تشنج، افزایش تونوس عضلانی، اغماء عمیق، آپنه و در صورت عدم درمان مرگ می‌شود.

### دوران شیرخوارگی و اوایل کودکی
در این دوران حمله‌های برگشت‌پذیر افزایش آمونیاک خون به دنبال عفونت روی می‌دهد که پیش آگهی تکامل مغزی کودک را بدتر می‌کند. حمله‌های مکرر استفراغ، سردرد، تکلم نامفهوم یا جیغ کشیدن، حملات راجعه سر درد شدید و عدم تعادل که در طی آن بیمار ممکن است دچار رژیدیتی عضلات یا اپی ستوتونوس شود، تشنج، اغماء، بزرگی کبد، آزمایش‌های غیرطبیعی عملکرد کبدی و سرانجام مرگ ممکن است رخ دهد.

### دوره اواخر کودکی
مشابه بیماری اولیه کبد یا سندرم رای تظاهر می‌کند. با هر حمله بیماری ممکن است عقب‌ماندگی ذهنی کودک بدتر شود.

### دوره بزرگسالی
ممکن است با حمله‌های برگشت‌پذیر رفتارهای عجیب تظاهر کند. بروز بیماری حتی در این سن می‌تواند سبب مرگ فرد شود.

## نقص آنزیمی
نقص در آنزیم اورنیتین ترانس کاربامیلاز.

## توارث ژنتیکی
وابسته به X مغلوب

## میزان بروز
یک مورد در هر ۱۴۰۰۰ تولد زنده (شایع‌ترین نقص چرخه اوره).

## روش تشخیص
- اسیدهای آمینه پلاسما: افزایش گلوتامین و لیزین، کاهش سیترولین و آرژنین.
- ادرار: افزایش شدید اسید اوروتیک.
- آزمون آلوپورینول: در صورت نیاز.
- بررسی آنزیم: در کبد.

## درمان
همودیالیز، تجویز بنزوات یا فنیل استات سدیم داخل وریدی ۲۵۰ میلی‌گرم و آرژنین ۰٫۲ گرم به ازای هر کیلوگرم وزن بیمار.
درمان مزمن: می‌توان از سیترولین به‌جای آرژنین استفاده کرد. همچنین می‌توان به‌جای فنیل استات یا بنزوات سدیم از فنیل بوتیرات سدیم استفاده نمود.
درمان قطعی: پیوند کبد است.

## آزمون تشخیص قبل از تولد
بررسی آنزیم در کبد بیوپسی‌شده جنین.
- نکته یک: حمله‌های بیماری ممکن است با مصرف زیاد پروتئین، عفونت، جراحی یا واکسیناسیون آغاز شود. سکته مغزی ناگهانی هم ممکن است در بیماران رخ دهد.
- نکته دو: بعضی دختران مبتلا ممکن است بدون علامت بوده و برخی از پسران مبتلا ممکن است علائم بالینی خفیف مانند استفراغ مکرر، خواب‌آلودگی، تحریک‌پذیری و اجتناب از خوردن پروتئین داشته باشند.
- نکته سه: در تشخیص افتراقی استفراغ برگشت‌پذیر در شیرخوار و کودک، نقص اورنیتین ترانس کاربامیلاز بایستی مد نظر باشد.